# Andrés Álvarez
Andrés Nicolás Álvarez Novelli (Callao, Perú, 10 de septiembre de 1916-Lima, 23 de noviembre de 1979). Fue un futbolista peruano. Desempeñó como delantero en clubes del Callao, pero de corta carrera debido a una lesión. Sus padres fueron Andrés Álvarez Galaz (1873-1956) y María Teresa Novelli Mapelli.

## Trayectoria
Se inició en los calichines del Sport Boys Association desde 1929. Fue promovido al primer equipo donde logró el subcampeonato de Intermedia en 1932, y el ascenso a Primera División.
Luego pasó al Club Atlético Chalaco. Y retorno al Sport Boys Association donde fue campeón en el Campeonato Peruano de Fútbol de 1937. También fue parte de la Selección de fútbol del Perú que participó en los Juegos Olímpicos de Berlín 1936 y en el Campeonato Sudamericano 1937.Se retiró pronto del futbol, pues en un partido ante Alianza Lima sufrió el desgarramiento de los ligamentos cruzados de la rodilla izquierda, de la cual no se recuperó.
Falleció la tarde del 23 de noviembre de 1979 a los 63 años en la Clínica San Borja de la ciudad de Lima. Estuvo casado con Marcela Dora Pacheco Cavero (1917-¿?) desde el 26 de junio de 1945, con quien tuvo 2 hijos llamados Silvia Magdalena y Andrés Miguel.

## Clubes
| Club                   | País | Temporada |
| ---------------------- | ---- | --------- |
| Sport Boys Association | Perú | 1932      |
| Club Atlético Chalaco  | Perú | 1933-1935 |
| Sport Boys Association | Perú | 1936-1939 |

## Selección nacional
| Torneo                          | País     | Resultado        |
| ------------------------------- | -------- | ---------------- |
| Juegos Olímpicos de Berlín 1936 | Alemania | Cuartos de final |
| Campeonato Sudamericano 1937    | Perú     | Sexto            |

## Palmarés

#### Campeonatos nacionales
| Título                    | Club       | País | Año  |
| ------------------------- | ---------- | ---- | ---- |
| Primera División del Perú | Sport Boys | Perú | 1937 |